# Faust (gruppo musicale)
I Faust sono un gruppo musicale tedesco. Considerati tra le band più radicali della storia del rock e tra le più importanti della corrente rock elettronico tedesco degli anni settanta, i Faust hanno coniato un art-rock improvvisato, dissonante e sperimentale che fa un massiccio uso dell'elettronica pur non disdegnando alcuni momenti melodici. Grazie ai loro esperimenti, i Faust sono riusciti a guadagnarsi una schiera di fan nei circoli underground oltre alle lodi della critica.

## Storia del gruppo

### 1969-1975
Il gruppo si formò nel 1969 nel villaggio di Wümme. Organizzati dal giornalista e produttore Uwe Nettelbeck per fare concorrenza ai Can e i Kraftwerk, i Faust erano originariamente composti da Werner "Zappi" Diermaier, Hans Joachim Irmler, Arnulf Meifert, Jean-Hervé Péron, Rudolf Sosna e Gunther Wüsthoff. Si assicurarono un contratto con la casa discografica Polydor e cominciarono a registrare il loro album d'esordio, Faust (1971), che ricevette ampie lodi dalla critica per il suo approccio considerato innovativo. I Faust furono anche fra i primi ad imbarcarsi nella neonata Virgin Records di Richard Branson, che intraprese una campagna pubblicitaria mirata all'introduzione dei Faust nel mercato britannico. Il meno sperimentale So Far (1972), Faust e So Far saranno entrambi ricercatissimi dagli antiquari dei dischi per anni. The Faust Tapes (1973) è un taglia-e-cuci di numerosissime registrazioni private, inizialmente non pensate per la pubblicazione, ma che oggi viene considerato fra i loro lavori più riusciti. La Virgin Records lo mise in vendita al prezzo di un 45 giri (48 pence) e vendette 100 000 copie in più di un mese, ma a causa del suo prezzo irrisorio venne escluso dalle classifiche di vendita. Nel frattempo, i Faust iniziarono una collaborazione con gli inglesi Slapp Happy. Nel 1973 pubblicarono Faust IV, molto più musicale dei precedenti e collaborarono assieme al compositore minimalista Tony Conrad in Outside the Dream Syndicate.
Tra i primi a soffrire il declino del krautrock, i Faust si sciolsero nel 1975 dopo che la Virgin si rifiutò di pubblicare il loro quinto album (alcune delle registrazioni apparvero in seguito sul disco Munich and Elsewhere), ma le riedizioni dei loro precedenti insieme con vario materiale in aggiunta, attraverso la Recommended Records di Chris Cutler mantenne un discreto livello di interesse.
Dopo il loro scioglimento, l'attività del gruppo rimase ignota. La Recommended Records parlava di "scomparsa" del gruppo. Il sito ufficiale conferma che la formazione si sarebbe riunita per tenere tre soli concerti negli anni ottanta.

### Reunion
I Faust tornarono a esibirsi nel 1990. La formazione, ora composta da Irmler, Diermeier e Péron, si esibì dapprima al Prinzenbar di Amburgo, a cui seguirono altre performance al londinese Marquee Club. Nel 1994 la formazione intraprese per la prima volta una tournée negli Stati Uniti. Da allora hanno continuato ad esibirsi con differenti formazioni e pubblicare altri album come Rien (1995), You Know Faust (1996) e Faust Wakes Nosferatu (1997), meno accolti dalla critica specialistica rispetto alle uscite di venti anni prima.
Sosna morì nel 1996.
Nel 2003 Irmler pubblicò il suo primo album solista Lifelike, reminiscente in spirito e musica il repertorio di Hans-Joachim Roedelius.

## Influenza
I Faust sono considerati tra le tre maggiori band della corrente krautrock assieme ai Can e i Neu!. Tra i diversi musicisti che hanno attinto ispirazione dalle loro metodologie di contaminazione sonora e culturale portandone avanti la sperimentazione vi sono, oltre a Julian Cope, che nel suo Krautrocksampler li definisce la band tedesca più importante degli anni settanta, i Legendary Pink Dots, i Sonic Youth Brian Eno, e i Kraftwerk.

## Formazione

### Attuale
- Werner "Zappi" Diermaier – batteria
- Jean-Hervé Péron – basso, chitarra, voce

### Ex membri
- Hans Joachim Irmler – organo, elettronica
- Arnulf Meifert  – percussioni
- Rudolf Sosna – chitarra, tastiere
- Gunter Wüsthoff – sassofono, sintetizzatore

## Discografia

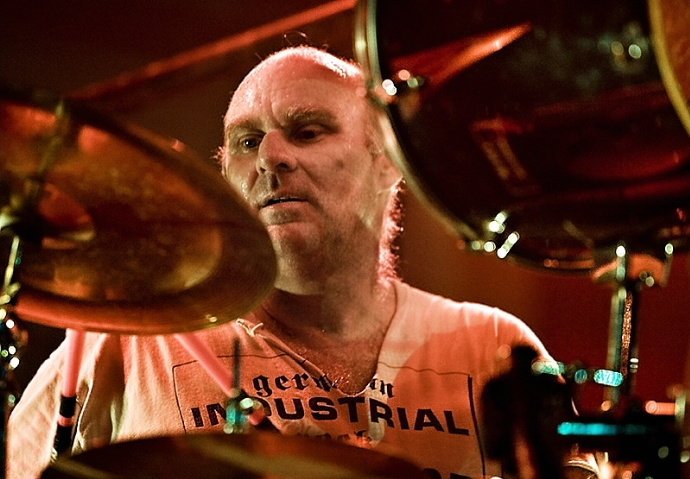
Werner Diermaier al Rock in Opposition Festival tenutosi a Carmaux nell'aprile del 2007

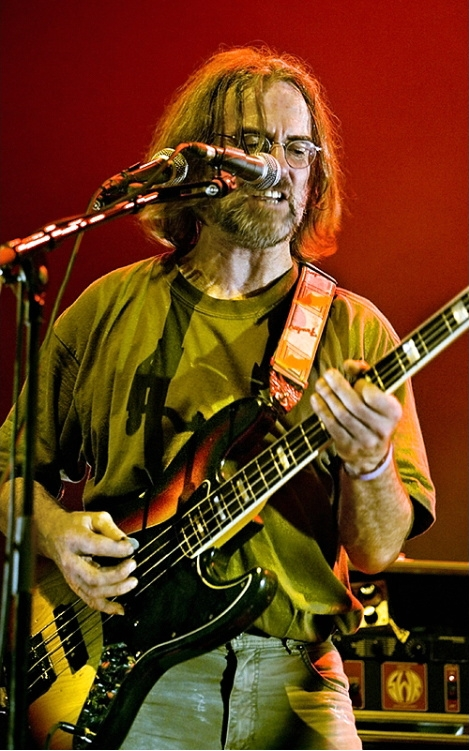
Jean Hervé Péron al Festival R.I.O. di Carmaux

### Album in studio
- 1971 - Faust
- 1972 - So Far
- 1973 - The Faust Tapes
- 1973 - Faust IV
- 1973 - Outside the Dream Syndicate (con Tony Conrad)
- 1979 - 71 Minutes of....
- 1987 - Return of a Legend (mai stato distribuito)
- 1995 - Rien
- 1996 - You Know Faust
- 1997 - Edinburgh
- 1997 - Faust Wakes Nosferatu
- 1999 - Ravvivando
- 2000 - The Land of Ukko and Rauni
- 2007 - Disconnected (in collaborazione con Nurse With Wound)
- 2009 - C'est com... com... compliqué
- 2017 - Fresh Air

### Live
- 1994 - The Faust Concerts, Vol. 1 (live ad Amburgo del 1990)
- 1994 - The Faust Concerts, Vol. 2 (live a Londra del 1992)
- 2005 - Outside the Dream Syndicate - Alive (live con Tony Conrad)
- 2007 - Od Serca Do Duszy (live)
- 2007 - Live in Krakow 2006 (live a The Loch Ness Club)
- 2009 - Schiphorst (live al Schiphorst Avant-Garde Festival 2008)